# USS Enterprise (NCC-1701-C)
USS Enterprise s registračním číslem NCC-1701-C (nazývaná jako Enterprise-C) je fiktivní hvězdná loď vyskytující se ve sci-fi příbězích ze světa Star Treku. Jedná se o čtvrtou loď tohoto jména ve Hvězdné flotile Spojené federace planet. Jednorázově účinkovala v epizodě „Enterprise včerejška“ seriálu Star Trek: Nová generace.
Enterprise-C je těžký křižník třídy Ambassador. Zničena byla roku 2344 v bitvě s romulanskými loděmi u klingonské základny Narendra III.

## Historie lodě
Loď Enterprise-C zachytila roku 2344 nouzové volání z klingonské základy Narendra III, kterou ohrožovaly romulanské lodě. Ty na Enterprise-C rovněž zaútočily. Palba z lodních zbraní ale porušila časoprostorové kontinuum a loď Federace byla vtažena do budoucnosti, do roku 2366. Jednalo se o alternativní časovou linii, která vznikla zmizením Enterprise-C z bitvy, což si Klingoni vyložili jako zbabělost a zahájili proti Federaci válku, kterou roku 2366 vyhrávali.
Enterprise-C zde potkala loď Enterprise-D, která své předchůdkyni pomohla s opravami. Na obě lodě ale zaútočili Klingoni a kapitánka Enterprise-C Rachel Garrettová zahynula; velení z přeživší posádky (123 osob) převzal poručík Richard Castillo. Jeho loď se dostala zpět do roku 2344, čímž byla alternativní časová linie, kde byla Federace ve válce s Klingony, uzavřena, a v následující bitvě s romulanskými loděmi byla zničena. Část posádky Romulané zajali.

### Nekánonické zdroje
Podle neoficiálních zdrojů, které nejsou řazeny mezi kánon Star Treku, byla Enterprise-C postavena na základně McKinley na orbitě Země (Star Trek: The Next Generation Technical Manual) a vypuštěna roku 2332 pod velením kapitánky Garrettové (román Star Trek: The Lost Era: Well of Souls).

## Posádka
Známí důstojníci Enterprise-C v roce 2344.
velící důstojník
- kapitán Rachel Garrettová

kormidelník
- poručík Richard Castillo (po smrti kapitánky v budoucnosti převzal velení lodi)